# میتشوویتسه
میتشوویتسه (به چکی: Mičovice) یک منطقهٔ مسکونی در جمهوری چک است که در ناحیه پراخاتیتسه واقع شده‌است. میتشوویتسه ۲۳٫۳۸ کیلومتر مربع مساحت و ۳۱۵ نفر جمعیت دارد و ۵۷۵ متر بالاتر از سطح دریا واقع شده‌است.